# Distrito de Eferding
Eferding es un distrito del estado de Alta Austria, Austria.

## Localidades con población (año 2018)
- Alkoven 5961
- Aschach an der Donau 2201
- Eferding 4100
- Fraham 2395
- Haibach ob der Donau 1308
- Hartkirchen 4099
- Hinzenbach 1999
- Prambachkirchen 2919
- Pupping 1824
- Sankt Marienkirchen an der Polsenz 2337
- Scharten 2252
- Stroheim 1555